# Celestina Catarina Faron
Celestina Catarina Faron (Katarzyna Stanisława Faron) (Zabrzeży, Comuna de Łącko, 24 de Abril de 1913 - Oświęcim, 9 de Abril de 1944) ) foi uma beata católica polaca, freira na Congregação das Pequenas Escravas da Imaculada Conceição, e que foi aprisionada pelos nazistas da Gestapo, durante a Segunda Guerra, no campo de concentração de Auschwitz, onde morreu de Tifo em 9 de abril de 1944.
Foi beatificada pelo Papa João Paulo II, em Varsóvia, 13 de Junho de 1999, juntamente no grupo de 108 mártires cristãos poloneses mortos em semelhantes circunstancias durante esse período de guerra também religiosa.